# Rolando Etchepare
Pour les articles homonymes, voir Etchepare.
Maximiliano Garafulic, né le 6 octobre 1929 à Cañete, au Chili et décédé le 1er juillet 2004, à Concepción, au Chili, est un ancien joueur chilien de basket-ball. Il évolue au poste de pivot.

## Palmarès
- 3e du championnat du monde 1959